# Joseph Ida

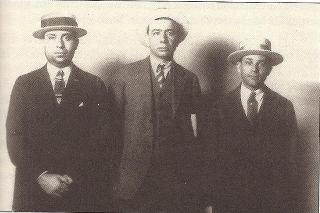
Joseph Ida, John Avena & Luigi Quaranta (30. Mai 1927)

Giuseppe „Joseph“ Ida (* 6. November 1890 in Fiumara; † nach 1958) war ein italienisch-amerikanischer Mobster der amerikanischen Cosa Nostra, der in der Hierarchie der Philadelphia Crime Family im Jahr 1931 vom Consigliere, zum Underboss im Jahr 1936, bis zum Boss im Jahr 1946 aufstieg.

## Leben

### Frühe Jahre
Giuseppe Ida wurde am 6. November 1890 in Fiumara geboren, eine Gemeinde in der Region Kalabriens.
Im Jahre 1919 kam Ida nach Amerika, ließ sich in South Philadelphia nieder und wurde offiziell eingebürgert. Dort lernte er das Oberhaupt Salvatore Sabella, den Unterboss John „Nazzone“ Avena und den Consigliere Giuseppe „Joe Bruno“ Dovi der dortigen Organisation kennen. Im Jahr 1927 wurden Ida, Sabella und drei weitere Gangster wegen des Mordes an zwei ihrer Rivalen angeklagt, jedoch wurde keiner der Angeklagten verurteilt.

### Machtwechsel
Sabella zog sich im Jahr 1931, im Alter von 40 Jahren zurück und John Avena stellte sich an die Spitze der Organisation, bis er im Sommer des Jahres 1936 bei einem Drive-by-Shooting ermordet und „Joe Bruno“ Dovi der neue Boss wurde. Ida wurde von Dovi zum neuen Underboss ernannt. Am 22. Oktober 1946 starb Dovi in einem Krankenhaus in New York City eines natürlichen Todes und Ida wurde von der sogenannten Mafia-Kommission zum neuen Oberhaupt ernannt.

### Neuer Boss
Unter seiner Führung erlangte die Familie weitaus mehr Macht, als er die jüdischen Mobster aus ihren dortigen Territorien vertrieben hatte und somit dem „jüdischen Syndikat“ in Philadelphia und South Jersey ein Ende setzte.
Ida und seine Organisation wurden stark von den Bossen der Fünf Familien beeinflusst; vor allem die Luciano-Familie strebte danach, Einfluss auf Aktivitäten anderer Familien zu üben. Als die Philadelphia-Familie immer mehr Macht in Atlantic City und Süd-Jersey gewannen, wurde sie bereits als eine größere Fraktion der Luciano-Familie, unter dem Einfluss von Underboss Vito Genovese angesehen.
Ida und sein Underboss Dominick „Big Dom“ Oliveto gehörten zu den rund 100 Mafia-Mitgliedern die 1957 an dem legendären Apalachin-Meeting teilnahmen; eine Zusammenkunft von fast allen Bossen der amerikanischen Cosa Nostra im November 1957, welche in der Gemeinde Apalachin im Bundesstaat New York stattfand und von der örtlichen Polizei gestürmt wurde. Insgesamt wurden 62 Personen kurzzeitig festgenommen und identifiziert; darunter auch Ida und Oliveto. Oliveto zog sich zurück und kurz darauf wurde Ida wegen Drogenhandels angeklagt und floh 1958 nach Italien.
Während seiner Abwesenheit wurde Olivetos Nachfolger Antonio „Mr. Miggs“ Pollina zum amtierenden Boss ernannt; wurde jedoch 1959 von der Kommission abgesetzt und Angelo „The Gentle Don“ Bruno zum neuen Oberhaupt der Familie ernannt, womit Idas Amtszeit offiziell endete.